# Michelle Rocca

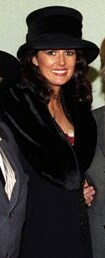
Michelle Rocca (1995)

Michelle Mary Teresa Rocca (* 1961 in Dublin) ist eine ehemalige irische Schönheitskönigin, Model und Fernsehmoderatorin.
Michelle Rocca studierte Griechisch, römische Geschichte und Archäologie am University College Dublin. 1980 wurde sie zur Miss Ireland gekrönt. Ein Jahr danach errang sie Platz 3 bei der Wahl zur Miss International. Neben ihrem Hauptberuf Model war sie auch wenige Male als Fernsehmoderatorin zu sehen, beispielsweise für den Eurovision Song Contest 1988 zusammen mit Pat Kenny.

## Privatleben
Von 1981 bis 1990 war sie mit dem irischen Fußballnationalspieler John Devine verheiratet, mit dem sie zwei Töchter hat. Anfang der 1990er Jahre war sie mit Cathal Ryan, dem Sohn von Tony Ryan, zusammen. Seit 1992 ist sie mit dem Musiker Van Morrison liiert. Nach anfänglichem Medienrummel zog sich das Paar von der Öffentlichkeit zurück. Sie sind verheiratet und haben zwei Kinder.